# Floare albă, floare albastră
Floare alba, floare albastra este albumul-format CDA- al Mirabelei Dauer lansat in anul 2007 la casa de discuri EuroMusic.
1. [  ]	Floare alba, floare albastra
2. [  ] 	Fiesta
3. [  ] 	Asa-i viata
4. [  ] 	Amore
5. [  ] 	Te mai iubesc
6. [  ] 	Mai da-mi o zi, fericire
7. [  ] 	Prieten bun
8. [  ] 	O minune de o zi
9. [  ] 	Cum as putea trai fara tine
10. [  ] 	Poveste de dragoste
11. [  ] 	Vreau sa cred
12. [  ] 	Nu-mi dau inima
13. [  ] 	Te-astept sa vii

## Ediții
- 2007 EuroMusic, format compact disc.[necesită citare]